# Eleccions generals espanyoles de 1901
Les eleccions generals espanyoles de 1901 foren convocades el 19 de maig de 1901 sota sufragi universal masculí, sent regent Maria Cristina d'Habsburg-Lorena. La seva base legal va ser la Constitució espanyola de 1876, vigent fins a 1923 en el règim conegut com a Restauració borbònica a Espanya.

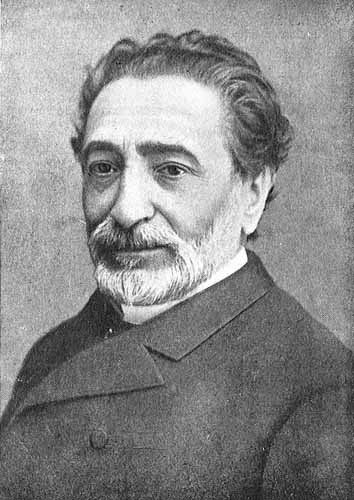
El liberal Sagasta, cap de govern fins a la seva mort el 1902

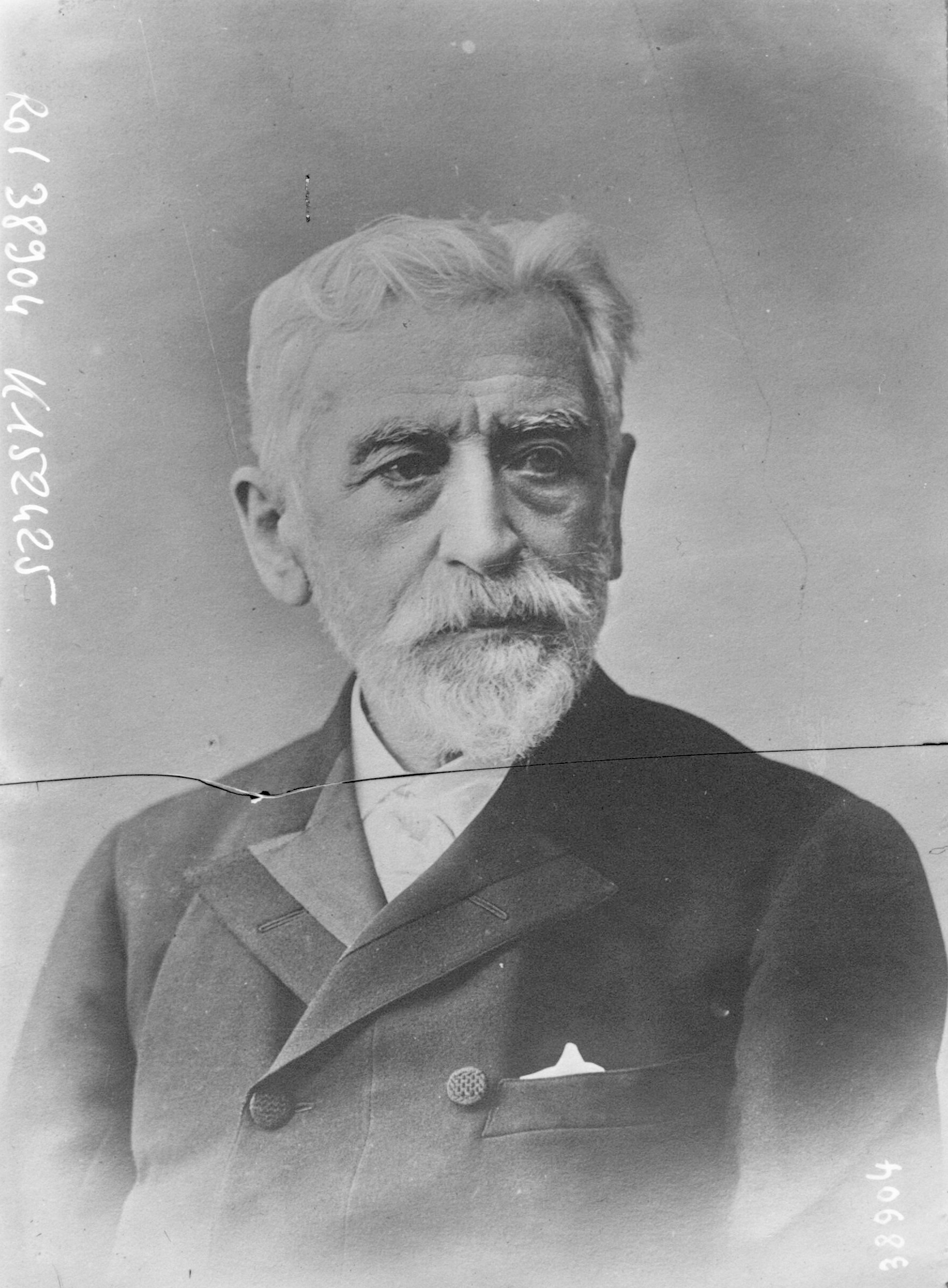
Eugenio Montero Ríos fou cap de govern de la mort de Sagasta fins a les eleccions de 1903

En total foren escollits 402 diputats, i vencé per majoria absoluta el Partit Liberal, dirigit per Práxedes Mateo Sagasta. Els republicans s'apleguen en la Coalició Republicana, que només aconsegueix 14 diputats. La Lliga Regionalista aconsegueix per primer cop representació parlamentària. El 17 de maig de 1902 Alfons XIII fou proclamat major d'edat.
Fou elegit president del Congrés el liberal Antonio Aguilar y Correa, Marqués de la Vega de Armijo, substituït el 16 de juliol per Segismundo Moret y Prendergast. El cap de govern fou Práxedes Mateo Sagasta, qui va dimitir per malaltia el 6 de desembre de 1902 (va morir el mes següent). El seu successor, Eugenio Montero Ríos, cap del sector més esquerrà (com José Canalejas y Méndez) s'enfrontà al sector més dretà dirigit per Segismundo Moret. L'abril de 1903 va dissoldre les cambres i convocà noves eleccions.
Com va passar a totes les eleccions durant la restauració borbònica espanyola, el resultat va estar determinat per endavant («encasellat») gràcies al frau electoral sistemàtic portat a terme per la xarxa caciquil estesa per tot el territori. En aquestes eleccions, com a la resta, el govern que les convocava les guanyava, ja que en el règim polític de la Restauració els governs canviaven abans de les eleccions i no després com passava en els règims parlamentaris no fraudulents.

## Composició de la Cambra
| ← Eleccions generals espanyoles, 19 de maig de 1901 → |        |                                     |
| Partit                                                | Escons | Líder                               |
| Partit Liberal                                        | 245    | Práxedes Mateo Sagasta              |
| Partit Liberal Conservador                            | 84     | Francisco Silvela                   |
| Coalició Republicana                                  | 14     | Nicolás Salmerón                    |
| Partit Liberal Gamacista                              | 13     | Germán Gamazo y Calvo               |
| Partit Liberal Reformista                             | 8      | Francisco Romero Robledo            |
| Conservadors Tetuanistes                              | 7      | Carlos O'Donnell y Álvarez de Abreu |
| Comunió Tradicionalista                               | 6      | Matías Barrio Mier                  |
| Lliga Regionalista                                    | 6      | Bartomeu Robert i Yarzábal          |
| Partit Integrista                                     | 3      | Ramón Nocedal y Romea               |
| Republicans blasquistes                               | 2      | Vicent Blasco Ibáñez                |
| Liberals independents                                 | 2      |                                     |
| Catòlics independents                                 | 2      |                                     |
| Unió Nacional                                         | 2      | Basílio Paraíso                     |
| Republicans independents                              | 1      |                                     |
| Independents                                          | 7      |                                     |

## Resultats per circumscripcions

### Catalunya
- Barcelona
  - Timoteo Bustillo López (liberal gamacista)
  - Lluís Domènech i Montaner (Lliga Regionalista)
  - Ramon de Godó i Lallana (Liberal)
  - Ferran Huelín i Serra (Conservador)
  - Josep Elias i de Molins (Conservador)
  - Joan Ferrer-Vidal i Soler (Liberal)
  - Joan Maria Forgas i Frígola (Conservador)
  - Alejandro Lerroux García (Unió Republicana)
  - Pere Guerau Maristany i Oliver (Liberal)
  - Francesc Pi i Margall (Partit Republicà Democràtic Federal)
  - Bartomeu Robert i Yarzábal (Lliga Regionalista)
  - Josep Roig i Bergadà (Liberal)
  - Frederic Travé i Escardó (Liberal)
  - Albert Rusiñol i Prats (Lliga Regionalista)
  - Alfons Sala i Argemí, comte d'Égara
  - Modesto Sánchez Ortiz
  - Leonci Soler i March (Lliga Regionalista)
  - Sebastià Torres i Planas (Lliga Regionalista)
  - Antoni Sala i Caba
  - Lluís Gonzaga Pons i Enrich
- Girona
  - Carles de Camps i d'Olzinellas (Lliga Regionalista)
  - Luis Canalejas Méndez (Liberal)
  - Ferran Puig i Mauri, marquès de Santa Ana
  - Robert Robert i Surís (Conservador)
  - Ramiro Alonso Padierna de Villapadierna
  - Rafael Coderch i Serra (Partit Republicà Democràtic Federal)
  - José Joaquín Herrero y Sánchez
  - Jaume Roure i Prats (Liberal)
- Lleida
  - Emili Riu i Periquet (Liberal)
  - Miquel Agelet i Besa (Liberal)
  - Luis Armiñán Pérez (Liberal)
  - Cipriano Garijo y Aljama (Liberal)
  - Isidre Valls i Pallerola (Conservador)
  - Antonio Motos Martínez
  - Ramón Martínez Campos y Rivera (Liberal)
  - Domènec Sert i Badia (Lliga Regionalista)
- Tarragona
  - Joan Cañellas i Tomàs (Liberal)
  - Santiago Gascón Cervantes (Liberal)
  - Josep Orga i Sans (Liberal)
  - Joan Matheu i Sabater (Liberal)
  - Juan de Urquía y Redecilla (Liberal)
  - Vicente López Puigcerver (Conservador)
  - Francesc Xavier Rabassa i Satorras
  - Josep de Suelves i Montagut (Comunió Tradicionalista)

### Illes Balears
- Josep Cotoner Allendesalazar, comte de Sallent (Conservador)
- Antoni Maura i Montaner (Conservador)
- Rafael Prieto i Caules (republicà)
- Alexandre Rosselló i Pastors (Liberal)
- Mateu Garau Cañellas
- Guillem Moragues i Bibiloni
- Joan Roman i Calbet (Liberal)

### País Valencià
- Alacant
  - Federico Arredondo y Ramírez de Arellano (Liberal)
  - Enrique Arroyo y Rodríguez (Liberal)
  - José Canalejas i Méndez (Liberal)
  - Justo Tomás Delgado Bayo (Liberal)
  - Santiago Mataix Soler (Liberal)
  - Trinitario Ruiz Capdepón (Liberal)
  - Trinitario Ruiz Valarino (Liberal)
  - Rafael Terol Maluenda (Liberal)
  - Baldomero Vega de Seoane y Andrea Pérez (Liberal)
  - Antonio Torres Orduña (Conservador)
- Castelló
  - Fernando Gasset Lacasaña (republicà)
  - Antonio de Castro Casaleiz (Conservador)
  - Pedro de Govantes y Azcárraga, comte d'Albay (Conservador)
  - Juan Navarro Reverter (Conservador)
  - Juan Pérez San Millán y Miquel Polo (Conservador)
  - Gustavo Muñoz Oñativia (Liberal)
  - Juan Poveda García (Conservador)
- València
  - Vicent Blasco Ibáñez (republicà)
  - Francisco Javier Bores y Romero (Conservador)
  - Juan Busutil Montón (Liberal)
  - Luis Doménech Cervera (Liberal)
  - Fidel García Berlanga (Liberal)
  - Estanislao García Monfort (Liberal)
  - Sinibaldo Gutiérrez Mas (Liberal)
  - Fernando Ibáñez Payés (Liberal)
  - Manuel Iranzo Benedito (Liberal)
  - Francisco Javier Lamo de Espinosa y de la Cárcel (Liberal)
  - Francisco de Laiglesia y Auset (Conservador)
  - José Manteca Oria (Liberal)
  - Francisco Martínez Bertomeu (Liberal)
  - Francisco Moliner Nicolás (Conservador)
  - Francisco Peris Mencheta (independent)
  - Rodrigo Soriano y Barroeta-Aldamar (republicà)
  - Carlos Testor Pascual (Liberal)